# إدوين في. شامبيون
إدوين في. شامبيون هو محامي وسياسي أمريكي، ولد في 18 سبتمبر 1890 في مانسفيلد في الولايات المتحدة، وتوفي في 11 فبراير 1976 في بيوريا في الولايات المتحدة. نشط حزبياً في الحزب الديمقراطي. وقد انتخب عضو مجلس النواب الأمريكي ‏.